# 高永能
高永能（1013年—1082年），字君举，北宋绥州（今陕西绥德）人，
高永能從祖父寓居青涧（今陕西省清涧），年少时便擅长骑马射箭。由行伍補殿侍（階官，無品），稍遷供奉官（階官，三班使臣，小使臣，從八品）。種諤取綏州，發永能兵六千先驅入囉兀，五戰皆捷，轉供備庫副使（階官，諸司副使，西班，從七品）。治綏德城，闢地四千頃，增戶千三百，即知城事。元豐初，為鄜延都監。秋，大稔，夏人屯二千騎於大會平，將取稼。永能簡精騎突過其營，騎卒驚潰，獲鈐轄二人。轉六宅使（階官，諸司正使，西班，正七品）。夏人患之，令曰：「有得高六宅者，賞金等其身。」經略使呂惠卿行邊，永能伏騎穀中，以備侵軼。邊騎果至，馳出擊走之。夏兵二萬犯當川堡，永能以千騎與相遇，度不能支，依險設疑兵，且鬥且卻，而令後騎揚塵，若援兵至者，奮而前，遂解去。擢本路鈐轄。
四年，西討，永能為前鋒，圍米脂城。邊人十萬來援，永能謂弟永亨曰：「彼恃眾集易吾軍，營當大川，宜嚴陳待其至，張左右翼擊之，可破也。」詰旦，鏖戰於無定河，斬首數千級，得馬三千、橐駝牛羊萬計。城猶未下，密遣諜說降其東壁守將，衣以文錦，導以鼓吹，耀諸城下，酋令介訛遇乃出降。進東上閣門使（階官，橫行正使，第五階，正六品）、寧州刺史（遙郡刺史），以年請老，不許，又進四方館使（階官，橫行正使，第四階，正六品）、榮州團練使（遙郡團練使）。
永樂之役，獻謀皆不用。城既陷，其孫昌裔欲援之從間道出，永能歎曰：「吾結發從事西羌，戰未嚐挫，今年已七十，受國大恩，恨無以報，此吾死所也。」顧易一卒敝衣，戰而死。其子世亮與昌裔求得屍以歸。詔贈房州觀察使（階官，正任觀察使，正五品），錄世亮為忠州刺史（階官，正任刺史，從五品），諸孫皆侍禁殿直（階官，三班使臣，小使臣，正九品）。
永能家世州將，所領多故部曲，拊之有恩惠，遇敵則身先之。下有傷者，載以己副馬，故能得士死力。遠近喜言其事，稱之曰「老高」。及死，邊人無不痛惜。嚐過其遠祖唐綏州刺史思祥淘沙川廟，得畫像及神道碑上之，詔即所在賜田三十頃，以奉祭祀。

## 延伸阅读
[在维基数据编辑]
 《宋史/卷334》，出自脱脱《宋史》